# Pavel Vízner
Pavel Vízner (Praga, 15 de julio de 1970) es un extenista profesional de la República Checa. Conjuntamente con Petr Pála alcanzó la final del Torneo de Roland Garros en el 2001 perdiendo ante Mahesh Bhupathi y Leander Paes por 6-7, 3-6.
Vízner ha ganado 16 títulos de dobles del circuito de la ATP en su carrera.

## Torneos de Grand Slam

### Finalista Dobles
| Año  | Torneo        | Pareja       | Oponentes en la final        | Resultado   |
| 2001 | Roland Garros | Petr Pála    | Mahesh Bhupathi Leander Paes | 6-7 3-6     |
| 2007 | Roland Garros | Lukáš Dlouhý | Mark Knowles Daniel Nestor   | 6-2 3-6 4-6 |
| 2007 | US Open       | Lukáš Dlouhý | Simon Aspelin Julian Knowle  | 5-7 4-6     |

## Títulos

### Dobles
| Grand Slam (0)            |
| Tennis Masters Cup (0)    |
| ATP Masters Series (1)    |
| International Series (15) |

| Nº  | Fecha                    | Torneo           | Superficie    | Pareja           | Oponentes en la final                 | Resultado          |
| 1.  | 20 de mayo de 1996       | Sankt Pölten     | Tierra batida | Slava Dosedel    | David Adams Menno Oosting             | 6-7 6-4 6-3        |
| 2.  | 10 de junio de 1996      | Rosmalen         | Césped        | Paul Kilderry    | Anders Järryd Daniel Nestor           | 7-5 6-3            |
| 3.  | 8 de julio de 1996       | Gstaad           | Tierra batida | Jiří Novák       | Trevor Kronemann David Macpherson     | 4-6 7-6 7-6        |
| 4.  | 24 de febrero de 2003    | Copenhague       | Dura          | Tomáš Cibulec    | Julian Knowle Michael Kohlmann        | 7-5 5-7 6-2        |
| 5.  | 14 de julio de 2003      | Stuttgart        | Tierra batida | Tomáš Cibulec    | Yevgeny Kafelnikov Kevin Ullyett      | 3-6 6-3 6-4        |
| 6.  | 9 de febrero de 2004     | Milán            | Moqueta       | Jared Palmer     | Daniele Bracciali Giorgio Galimberti  | 6-4 6-4            |
| 7.  | 27 de septiembre de 2004 | Shanghái         | Dura          | Jared Palmer     | Rick Leach Brian MacPhie              | 4-6 7-6(4) 7-6(11) |
| 8.  | 4 de octubre de 2004     | Tokio            | Dura          | Jared Palmer     | Jiří Novák Petr Pála                  | 5-1 ab             |
| 9.  | 13 de junio de 2005      | 's-Hertogenbosch | Césped        | Cyril Suk        | Tomáš Cibulec Leoš Friedl             | 6-3 6-4            |
| 10. | 20 de febrero de 2006    | Costa do Sauipe  | Tierra batida | Lukáš Dlouhý     | Mariusz Fyrstenberg Marcin Matkowski  | 6-1 4-6 10-3       |
| 11. | 1 de mayo de 2006        | Estoril          | Tierra batida | Lukáš Dlouhý     | Lucas Arnold Leoš Friedl              | 6-3 6-1            |
| 12. | 9 de octubre de 2006     | Viena            | Dura          | Petr Pála        | Julian Knowle Jürgen Melzer           | 6-3 3-6 12-10      |
| 13. | 12 de febrero de 2007    | Costa do Sauipe  | Tierra batida | Lukáš Dlouhý     | Albert Montañés Rubén Ramírez Hidalgo | 6-2 7-6(4)         |
| 14. | 9 de julio de 2007       | Gstaad           | Tierra batida | František Čermák | Marc Gicquel Florent Serra            | 7-5 5-7 10-7       |
| 15. | 5 de agosto de 2007      | Montreal TMS     | Dura          | Mahesh Bhupathi  | Paul Hanley Kevin Ullyett             | walkover           |
| 16. | 11 de febrero de 2008    | Marsella         | Dura          | Martin Damm      | Yves Allegro Jeff Coetzee             | 7-6(0)             |

### Finalista en dobles (torneos destacados)
- 2001: Roland Garros (junto a Petr Pála, pierden ante Mahesh Bhupathi y Leander Paes)
- 2001: Bangalore Doubles Challenge Cup (junto a Petr Pála, pierden ante Ellis Ferreira y Rick Leach)
- 2007: Roland Garros (junto a Lukáš Dlouhý, pierden ante Mark Knowles y Daniel Nestor)
- 2007: US Open (junto a Lukáš Dlouhý, pierden ante Mark Knowles y Daniel Nestor)

## Resultados en Dobles (Grand Slams)
| Torneo               | 1990 | 1991 | 1992 | 1993 | 1994 | 1995 | 1996 | 1997 | 1998 | 1999 | 2000 | 2001 | 2002 | 2003 | 2004 | 2005 | 2006 | 2007 | Carrera |
| -------------------- | ---- | ---- | ---- | ---- | ---- | ---- | ---- | ---- | ---- | ---- | ---- | ---- | ---- | ---- | ---- | ---- | ---- | ---- | ------- |
| Abierto de Australia | A    | A    | A    | A    | A    | A    | A    | 1R   | A    | 3R   | 1R   | 2R   | 3R   | 1R   | 1R   | 2R   | 2R   | 2R   | 0 / 10  |
| Roland Garros        | A    | A    | A    | A    | A    | A    | 2R   | 1R   | 1R   | 1R   | 2R   | F    | 1R   | 3R   | 2R   | 2R   | SF   | F    | 0 / 11  |
| Wimbledon            | A    | A    | A    | A    | A    | A    | 3R   | SF   | 2R   | 2R   | 2R   | CF   | 1R   | 1R   | 3R   | 3R   | CF   | CF   | 0 / 11  |
| US Open              | A    | A    | A    | A    | A    | A    | 1R   | A    | 1R   | 1R   | 1R   | 3R   | 2R   | 2R   | 3R   | CF   | 2R   | F    | 0 / 11  |
| Ranking a fin de año | 408  | 426  | 643  | 247  | 208  | 141  | 28   | 50   | 60   | 76   | 59   | 17   | 34   | 27   | 20   | 27   | 15   | 5    | N / A   |